# بودريعة بن ياجيس
بودريعة بن ياجيس أو بن ياجيس، بلدية تابعة إقليميا إلى دائرة جيملة ولاية جيجل الجزائرية، مساحة أراضيها 80.09 كم2، تقع في الجنوب على الحدود الشمالية لولاية سطيف، وهي تابعة إداريا لدائرة جيملة، يحدها من الشمال بلدية تاكسنة ومن الشرق بلدية جيملة ومن الغرب إيراقن سويسي. يبلغ تعداد سكانها (حسب إحصاء 2008) 10710نسمة.